# 巴顿号驱逐舰 (DD-599)
巴顿号驱逐舰（英語：USS Barton，舷号：DD-599），是美国海军于第二次世界大战期间建造的一艘本森级驱逐舰，其舰名取自曾短期担任蒸汽工程局局长的约翰·肯尼迪·巴顿海军少将。巴顿号仅有不到6个月的服役生涯，期间其参加了圣克鲁斯群岛战役等数场大规模海战。1942年11月13日，巴顿号在第一次瓜达尔卡纳尔海战中被天津风号驱逐舰发射的鱼雷击沉。
巴顿号由少将的孙女芭芭拉·德昂·巴顿（Barbara Dean Barton）冠名，于1941年5月20日在马塞诸塞州昆西的福尔河造船厂铺设龙骨，随后于1942年1月31日下水。5月29日，该舰正式服役，交由道格拉斯·哈罗德·福克斯（Douglas Harold Fox）少校指挥。

## 设计与装备
早期本森级驱逐舰的船体与辛姆斯级驱逐舰相似，但尺寸的提升使得该舰可额外负载50至60吨。为避免局部受损导致全舰瘫痪，本森级配备了两套锅炉与烟囱系统，为该级明显特征。由于2,100吨新型驱逐舰弗莱彻级产量不及预期，随着战争的临近，本森级于1940年12月再次投产，巴顿号即属于该批复产舰船。该舰建造时解决了部分早期班森级驱逐舰反映出的问题，拆除了后鱼雷发射管和3号主炮塔并装备了1座四联装28毫米75倍径高射机炮。

## 服役历史
1942年6月18日，巴顿号抵达罗德岛州纽波特并于当地加入美国大西洋舰队。随后一段时间，她都在该区域执行护航与训练任务。6月29日，她护送新锐战列舰马萨诸塞号前往汉普顿锚地，7月下旬又护送萨利纳斯号油料补给船前往缅因州波特兰。8月2日，巴顿号作为反潜船只临时加入纽约号战列舰护航船队前往纽约。任务完成后，她又护送纳什维尔号轻巡洋舰自波士顿前往诺福克。8月23日，巴顿号与华盛顿号战列舰、尼古拉斯号驱逐舰及米德号驱逐舰一道驶离美国东岸，28日至30日，舰队通过巴拿马运河。9月12日，她顺利抵达汤加塔布岛。
10月5日，巴顿号参加了美军在布因、范锡等地的突袭行动。26日，她又参加了圣克鲁斯群岛战役并报告击落7架敌机。同日大黄蜂号航空母舰被重创后，巴顿号成功接走了235名舰上人员。29日，巴顿号在法布雷岛（Fabre Island）附近成功救起了2架坠海运输机上的17名幸存者。
11月12日，在安全护送一支补给船队抵达瓜达尔卡纳尔岛后，巴顿号受命加入丹尼尔·卡拉汉少将指挥的舰队，与5艘巡洋舰和7艘驱逐舰一起迎击群岛附近侦查到的日军舰队。上午7时许，正在海岸卸货的运输船遭到日军6英寸岸防炮打击，巴顿号与海伦娜号轻巡洋舰、肖号驱逐舰立即还击，与海军陆战队支援单位一起成功摧毁敌方火力点。黄昏时分，巴顿号抵达其位于舰队中心11点方向的战斗位置，先行修整等待日军出现。
夜幕降临后，瓜达尔卡纳尔岛海域开始出现热带气旋引起的强风和降雨，导致正在相向而行的美日双方都难以目视观测对方动态。13日凌晨0时30分，美军远距离对海雷达开始追踪到由2艘战列舰、1艘巡洋舰和11艘驱逐舰组成的日方舰队，但很快这些目标就因为大雨干扰而从雷达上消失了。1时10分，日军舰队驶入铁底湾，准备炮击瓜达尔卡纳尔岛上的亨德森机场，直至此时，日军仍然因能见度较差而没有发现美军。
1时30分，日军先锋舰队出现在距美军编队仅3,000碼（2,700）的飑线处，双方直到此时才通过目视观测确认对方行踪。此后的约10分钟内，双方都没有开火，美军舰队继续兵分三路深入日军舰队之中，巴顿号则在等待开火指令下达的过程中预先使用主炮和鱼雷发射管瞄准日军舰艇。1时48分，晓号驱逐舰的探照灯追踪到亚特兰大号巡洋舰，双方立刻开火，第一次瓜达尔卡纳尔海战爆发。此时，巴顿号和蒙森号两艘驱逐舰已经深入到日军舰队之中。
战斗开始后，两舰在躲避双方战舰撞击的同时一边向周围日军驱逐舰射击一边向西北方向突围。巴顿号在混战中向比叡号战列舰发射了一轮鱼雷，但友方海伦娜号轻巡洋舰却突然出现在舰艏前方。巴顿号立即紧急制动避免了碰撞，却使得自身陷入引擎故障、无法移动的处境。凌晨1时56分前后，日军天津风号驱逐舰发射的2枚九三式鱼雷分别命中巴顿号舯部的锅炉室和引擎室，剧烈的爆炸将船只撕裂为两段，而这些残骸也在数分钟内沉没。附近的弗莱彻号驱逐舰立刻前来救起少数幸存者，但很快该舰就被袭来的九三式鱼雷逼退，撤退时还造成数名落水者受伤。最终，巴顿号上共有151名船员和13名军官在此次战斗中阵亡，42名幸存者被随后赶来的波特兰号救起，剩余的26人则被瓜达尔卡纳尔岛派出的登陆艇救起。

## 荣誉
第二次世界大战中，巴顿号驱逐舰共获得了4枚战斗之星：
| 战役或行动               | 日期（包含期间各任务段） |
| ------------------------ | ------------------------ |
| 布因-范锡-拓诺莱突袭     | 1942年10月5日            |
| 圣克鲁斯群岛战役         | 1942年10月26日           |
| 第三次瓜达尔卡纳尔岛突袭 | 1942年11月12日至15日     |
| 瓜达尔卡纳尔岛攻防战     | 1942年11月12日           |

为了纪念在第一次瓜达尔卡纳尔海战中阵亡的巴顿号舰长，1944年建造的一艘艾伦·M·萨姆纳级驱逐舰被命名为道格拉斯·H·福克斯号。

## 历任舰长
| 姓名       | 译名                   | 军衔 | 任职时间                           |
| ---------- | ---------------------- | ---- | ---------------------------------- |
|            | 道格拉斯·哈罗德·福克斯 | 少校 | 1942年5月29日-1942年11月13日（ †） |
| 参考文献： |                        |      |                                    |